# Indometacine
Indometacine is een prostaglandinesynthetaseremmer met een pijnstillende, ontstekingsremmende en koortswerende werking. Indometacine is een NSAID uit de groep azijnzuurderivaten. Binnen deze groep is het een van de sterkst werkende middelen. Het geeft echter ook de meeste kans op bijwerkingen (zoals maagpijn, maagzweren en maagbloedingen). Het wordt onder andere toegepast bij:
- ziekte van Bechterev
- reumatoïde artritis
- artrose
- juveniele reumatoïde artritis
- gewrichtsklachten bij psoriasis
- syndroom van Reiter
- slijmbeursontstekingen
- lage rugpijn
- tenniselleboog
- menstruatiepijn
- pericarditis
- tendinitis
- diabetes insipidus (prostaglandine remt het effect van vasopressine in de nier)
- syndroom van Eisenmenger (niet vanwege de pijnstillende werking)
- clusterhoofdpijn
- chronische paroxismale hemicranie
- jichtaanvallen
- overieel hyperstimulatiesyndroom (indomethacine vermindert de capillaire permeabiliteit)
- Hemicrania continua